# جورج إم. موراي (كاهن أنجليكاني)
جورج إم. موراي (بالإنجليزية: George M. Murray)‏ هو كاهن أنجليكاني أمريكي، ولد في 12 أبريل 1919 في بالتيمور في الولايات المتحدة، وتوفي في 14 يوليو 2006 في فيرهوب في الولايات المتحدة.